# Carlton Cinema
Pour les articles homonymes, voir Carlton.

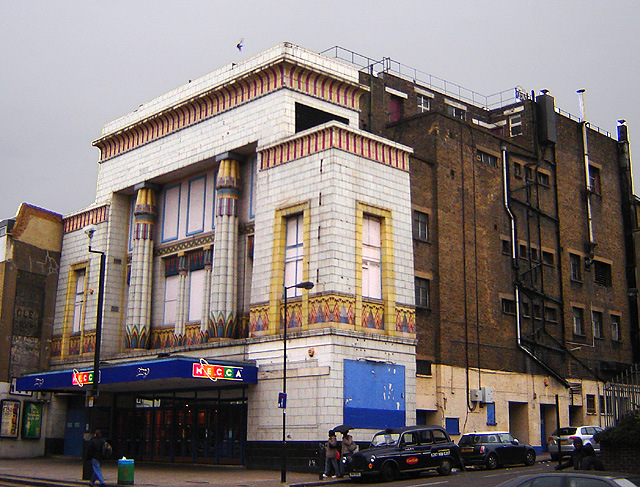
Cinéma Carlton, Essex Road, Londres

L'ancien cinéma Carlton (puis Mecca Bingo) est un bâtiment Art déco classé de grade II *, situé au 161–169 Essex Road, à Islington, à Londres. Il a été achevé en 1930 en tant que théâtre de cinéma avec une capacité de 2 226 places. 
L'architecte George Coles a opté pour une façade de style égyptien habillée de carreaux Hathernware multicolores. La découverte de la tombe de Toutankhamon en novembre 1922 a influencé le style Art déco et les bâtiments érigés à cette époque  particulier les cinémas et les théâtres. 
L'intérieur du bâtiment est principalement de style Empire, avec des décorations égyptiennes dans le hall, tandis que l'auditorium a un style Renaissance française. 

## Usages
Le cinéma Carlton a été repris par Associated British Cinemas Ltd. (ABC) en février 1935. Il a été renommé ABC en 1962. Le bâtiment a ensuite été converti en salle de bingo  qui a continué pendant près de 35 ans sous le nom de Mecca Bingo Club, jusqu'à sa fermeture en mars 2007.
Il a été acheté par une église en 2013 qui prévoyait de le rouvrir partiellement en tant que cinéma, transformant également l'ancien café en un deuxième écran. 